# 강다현
강다현(본명 : 강민경, 1992년 9월 6일 ~ )은 대한민국의 배우이다.

## 학력
- 단국대학교 공연영상학부

## 출연작

### 영화
- 《로마의 휴일》 (2017년) - 고삐리 3 역
- 《퍼즐》 (2018년) - 편의점 알바생

### 뮤지컬
- 2022년 뮤지컬 《월화전》 (강릉공연)
- 2023년 뮤지컬 《달가림》 ... 효주 역
- 2024년 뮤지컬 《미남당 : 트라이아웃》 ... 미연 역

### 드라마
- 2017년 MBC 수목드라마 《병원선》 ... 곽지은 역
- 2018년 MBC Every1 금요드라마 《단짠 오피스》 ... 송미소 역
- 2018년 Seezn 웹 드라마 《방과후 연애 2》 ... 김재연 역
- 2018년 WAVVE 오리지널 드라마 《독고 리와인드》 ... 신수정 역
- 2018년 MBC 일요 특별기획 드라마 《내사랑 치유기》 ... 최이유 역
- 2020년 tvN 토일드라마 《철인왕후》 ... 홍심향 역
- 2021년 MBC 저녁 일일연속극 《밥이 되어라》 ... 이다정 역
- 2021년 TVING 오리지널 드라마 《마녀식당으로 오세요》 ... 가영 역
- 2022년 TVING 오리지널 드라마 《개미가 타고 있어요》
- 2022년 MBC 4부작 드라마 《팬레터를 보내주세요》 ... 구혜리 역
- 2023년 KBS1 일일드라마 《금이야 옥이야》 ... 이예주 역
- 2024년 KBS2 수목드라마 《페이스 미》 … 박채경 역